# Snow Manの素のまんま
『Snow Manの素のまんま』（スノーマンのすのまんま）は、文化放送の制作で、NRN系列局を中心に放送されているラジオ番組。
番組推奨のTwitterのハッシュタグは「#素のまんま」。

## 概要
2019年8月9日 19:30 - 21:30に、文化放送でのSnow Man初の冠番組として『Bioreふくだけコットン presents Snow Manの「素のWoman」』（花王提供）を放送。同年10月3日よりレギュラー放送となった。
メンバーがリスナーからの手紙を読んでトークを繰り広げていくトークバラエティ番組で、Snow Manのメンバーの中から数人が週替わりで放送。
2020年1月9日より、不二家提供の『不二家 presents Snow Manの素のまんま』として番組がリニューアル。後に、番販ネットされる（ネット局は特定協賛者なしのPTか、ローカル協賛スポンサー提供）。
不二家が製造する「ルックチョコレート」と番組は2021年からコラボレーションを開始。2022年3月には第2弾のコラボレーションとして番組のロゴマークがデザインされた「ルック（夜の誘惑パフェア・ラ・モード）」が発売され、全国のスーパーやコンビニエンスストアで販売された。
2023年9月10日 19:00 - 20:00に、深澤辰哉、向井康二、阿部亮平、佐久間大介がパーソナリティを務める特別番組『不二家 presents Snow Manのもっと素のまんま』が放送された。

## コーナー
素の告白・私、実は、、、
誰にも話したことのない秘密や過去の失敗談、人に言えないことや相談したい悩みごとをSnow Manに告白する。採用者にはSnow Manが選んだ「ルックチョコレート」がプレゼントされる。
素の会議
Snow Manのメンバー同士で討論してもらいたいテーマを送ってもらい、実際にあれこれ話し合う。
素の応援
リスナーの応援してほしいことや背中を押してほしいことを、メンバーが「ルックチョコレート」のCM中のセリフでエールを送るコーナー。
不二家さんのオススメ商品
スポンサーである不二家からの旬のデザートやお菓子を、Snow Manが食べて感想を言い合うコーナー。紹介された後、リスナーにデザート・お菓子を抽選でプレゼントする。

## ネット局
※制作局の文化放送を除き、放送時間が早い順から記載。
- 文化放送（制作局）╱（木） 21:00 - 21:30[注 1]
- YBCラジオ╱（金） 21:15 - 21:45[注 2]
- BSNラジオ╱（木） 21:30 - 22:00[注 3]
- KBSラジオ╱（金） 22:00 - 22:30[注 4]
- RNCラジオ╱（金） 23:30 - 24:00
- RKKラジオ╱（金） 23:30 - 24:00
- mrtラジオ╱（土） 21:00 - 21:30
- RSKラジオ╱（土） 21:30 - 22:00
- RABラジオ╱（土） 23:00 - 23:30
- SBSラジオ╱（土） 23:00 - 23:30
- 東海ラジオ╱（土） 25:00 - 25:30
- RKBラジオ[注 5]╱（日） 2:30 - 3:00（土曜深夜）
- KRYラジオ╱（日） 20:00 - 20:30[注 6]
- HBCラジオ╱（土） 25:00 - 25:30[注 7]
- tbcラジオ╱（日） 22:30 - 23:00
- NBCラジオ╱（日） 23:30 - 24:00
- SBCラジオ╱（火） 21:30 - 22:00
- ぎふチャンラジオ╱（水） 22:30 - 23:00[注 8]
- ABSラジオ╱（日） 19:30 - 20:00[注 9]